# 柴山裕貴博
柴山 裕貴博（しばやま ゆきひろ、1992年5月21日 - ）は、愛知県名古屋市出身のハンドボール選手。日本ハンドボールリーグのジークスター東京所属。

## 経歴
北陸高等学校時代は2010年に第46回北信越高等学校ハンドボール選手権大会で優秀選手に選出。
高校卒業後は大阪体育大学へ進学。2013年の西日本学生選手権大会で優秀選手に選ばれた。
2014年は西日本学生選手権大会で優秀選手に選ばれ、同年の全日本学生ハンドボール選手権大会（インカレ）で優秀選手賞を受賞。
2015年に日本ハンドボールリーグの大崎電気へ加入。
2018年の第8回社会人選手権ではベストセブンに選ばれた。
2019年は日韓定期戦・JAPAN CUP 2019の日本代表に選出された。

## 詳細情報

### 年度別成績
| 年       | チーム   | 試合 | フィールド 得点 | 率   | 7m    | 合計    | 警告 | 退場 | 失格 |
| -------- | -------- | ---- | --------------- | ---- | ----- | ------- | ---- | ---- | ---- |
| 2015-16  | 大崎電気 | 10   | 14/21           | .667 | 0/1   | 14/22   | 0    | 0    | 0    |
| 2016-17  | 大崎電気 | 15   | 23/46           | .500 | 1/1   | 24/47   | 2    | 0    | 0    |
| 2017-18  | 大崎電気 | 24   | 53/98           | .541 | 1/2   | 54/100  | 4    | 4    | 0    |
| 2018-19  | 大崎電気 | 22   | 55/81           | .679 | 8/12  | 63/93   | 0    | 1    | 0    |
| JHL：4年 | JHL：4年 | 71   | 145/246         | .589 | 10/16 | 155/262 | 6    | 5    | 0    |

- 各年度の太字はリーグ最高

### タイトル・表彰

#### 社会人選手権
- ベストセブン：1回 (2018年)

### 記録

#### 日本ハンドボールリーグ
- フィールドゴール初得点：2015年11月14日、対湧永製薬戦（墨田区総合体育館）[10]
- 7mスロー初得点：2016年10月16日、対トヨタ車体戦（高松市香川総合体育館）[11]

### 背番号
- 5 (2015年 - )

## 代表歴

### 日本代表
- ジャパンカップ (2019年)
- 日韓定期戦 (2019年)
- 欧州遠征 (2019年)